# شاه محمود نور زهی
شاه محمود نور زهی (۲۱ مارس ۱۹۹۱) ورزشکار دونده افغانستانی است.
نور زهی پس از دریافت سهمیه المپیک از سوی اتحادیه بین‌المللی فدراسیون‌های دو و میدانی در یک جایگاه جهانی به عنوان نماینده افغانستان در بازی‌های تالمپیک تابستانی ۲۰۲۰ در توکیو انتخاب شد. او پس از اقامت در اوموتا، فوکوئوکا، در مسابقات دوی صد متر مردان شرکت کرد نور زهی اگرچه در مرحله مقدماتی هفتم شده بود، و به این ترتیب مستقیم به مرحله نهایی مسابقات صعود نکرده بود، اما ثبت زمان ۱۱٫۴ ثانیه برای او رکورد جدیدی در سطح ملی به شمار می‌رفت.
شاه محمود نور زهی پس از آن به بازی‌های المپیک تابستانی ۲۰۲۴ در پاریس نیز راه یافت. در این المپیک، او توانست در مسابقات مرحله مقدماتی خود در رده چهارم قرار گیرد ولی با اختلاف چند گام از صعود بازماند و تنها توانست رکورد ملی پیشین خود را به ۱۰٫۶۴ ثانیه کاهش دهد.